# سورن آوتیسیان (سیاستمدار)
سورن هراندی آودیسیان (Սուրեն Հրանտի Ավետիսյան؛ زادهٔ ۲۱ آوریل ۱۹۵۱) یک سیاستمدار اهل ارمنستان است که از تاریخ ژوئن ۱۹۹۴ تا تاریخ ژوئیه ۱۹۹۷ در دولت هراند باگراتیان، دولت آرمن سارگسیان و دولت روبرت کوچاریان سمت وزیر محیط زیست ارمنستان را برعهده داشت.

## زندگی‌نامه
در ۲۱ آوریل ۱۹۵۱ در ایروان به دنیا آمد و در سال ۱۹۷۳ از دانشکده زیست‌شیمی دانشگاه دولتی ایروان فارغ‌التحصیل شد.